# Guatteria calliantha
Guatteria calliantha là một loài thực vật thuộc họ Annonaceae. Đây là loài đặc hữu của Peru.